# ローク・クリッチロウ
ローク・クリッチロウ（Roark Critchlow, 1963年5月11日 - ）は、カナダの俳優。

## 出演作品
- アザーズ　-捕食者-
- プリティ・リトル・ライアーズ（トム・マリン）
- ＡＲＲＯＷ／アロー
- 超時空戦記　レヴェレーター
- セクター5 ［第5地区］
- 私はラブ・リーガル
- 地球が燃えつきる日